# Helia subjugua
Helia subjugua là một loài bướm đêm trong họ Erebidae.